# 2267 Agassiz
2267 Agassiz (1977 RF) là một tiểu hành tinh vành đai chính được phát hiện ngày 9 tháng 9 năm 1977 ở Đài thiên văn Đại học Harvard. Nó được đặt theo tên của Louis Agassiz.